# Cleora inflexaria
Cleora inflexaria là một loài bướm đêm trong họ Geometridae.